# Súper Liga Americana de Rugby
A Súper Liga Americana de Rugby é um campeonato de rugby profissional de América do Sul.
Participam nele 6 franquias da Argentina (Ceibos Rugby), Brasil (Corinthians Rugby), Chile (Selknam Rugby), Colômbia (Cafeteros Pro), Paraguai (Olimpia Lions) e Uruguai (Peñarol Rugby).
Disputar-se-á em paralelo à Major League Rugby, liga profissional de rugby dos Estados Unidos, sendo a Súper Liga Americana de Rugby a «conferência sul». Ambos os vencedores enfrentarão uma super final.

## História
O mesmo começou a 4 de março de 2020 e termina em maio de 2020. Disputar-se-ão 24 encontros que repartir-se-ão em 12 jornadas.

## Formato
O torneio terá um formato de todos contra todos, com encontros de ida e volta. Serão 5 franquias as que disputem a etapa regular, de maneira tal que os quatro primeiros classificassem a semifinais (1 vs 4 e 2 vs 3), dando lugar ao partido por terceiro posto e por último, a final.
Por outra parte, a sexta e última franquia Cafeteros Pró de Colômbia incorporar-se-á para disputar dois encontros (um de local e outro de visitante) com a franquia relegada ao quinto posto durante a fase regular.

## Jogadores
Com respeito ao modelo de jogadores, Ceibos Rugby constituir-se-ão exclusivamente com jogadores nacionais, mas não será assim em todas as franquias.

### Estrangeiros
Olimpia Lions já alinhou a Manuel Montero (27 testes nos Pumas), enquanto Selknam Rugby e Corinthians Rugby eles também têm algum reforço argentino. As franquias que incorporem jogadores argentinos poderão ter um máximo de quatro, e não mais de um por clube (de procedência) entre as cinco franquias.

## Franquias
- Argentina: Ceibos Rugby com sede em Córdoba[2]
- Brasil: Corinthians Rugby de São Paulo
- Chile: Selknam Rugby de Santiago
- Colômbia: Cafeteros Pro
- Paraguai: Olimpia Lions de Assunção[3]
- Uruguai: Peñarol Rugby de Montevideo[4]

### Formadores
Quanto aos corpos técnicos da cada franquia, Pablo Bouza toma cargo de Peñarol Rugby, Carlos Fernández Lobbe de Ceibos Rugby, Raúl Pérez de Olimpia Lions, Pablo Lemoine (com assistentes a Nicolás Bruzzone e Federico Todeschini) de Selknam Rugby, Fernando Portugal de Corinthians Rugby e, por último, David Jaramillo tomará a condução de Cafeteros Pro.